# Radeon HD 6000 (серія відеокарт)
Північні Острови (англ. Northern Islands) кодова назва сімейства графічних процесорів (англ. Graphics Proccesing Unit, GPU), розроблені американською компанією AMD (колишня ATI Technologies). Представлені як AMD Radeon HD 6000, 22 жовтня 2010 року. Відеокарти побудовані на 40 нм техпроцесі, на архітектурі TeraScale 2 (VLVW5), хоча деякі моделі були й на TeraScale 3 (VLVW4). 
Починається з 6000 серії відеокарт AMD остаточно відмовилась від бренду ATi в назвах відеокарт, проте бренд Radeon залишився. Зміни також стосувались і мобільних відеочипів, відтепер замість "Mobility Radeon" вони в кінці мали букву M щоби виділити відеочіпи для ноутбуків. 
Основними конкурентами для AMD Radeon HD 6000 була Nvidia GeForce 500 серія відеокарт, яка вийшла наступного місяця в листопаді.

## Архітектура
- Графічний процесор із реалізацією TeraScale 2 (VLVW5)[en], версії «Northern Island (VLIW5)» є на всіх моделях, крім продуктів під брендами «HD 6350» і «HD 6900».
- «HD 6350» оснований на TeraScale 2 «Evergreen».
- Графічний процесор із реалізацією TeraScale 3 (VLVW4)[en], версії «Northern Island (VLIW4)» міститься в продуктах під брендом «HD 6900».
- Відповідність OpenGL 4.x вимагає підтримки шейдерів FP64. Вони реалізовані шляхом емуляції на деяких графічних процесорах TeraScale[en].

### Підтримка кількох моніторів
Вбудовані контролери дисплея AMD Eyefinity були представлені у вересні 2009 року в серії Radeon HD 5000 і з того часу присутні у всіх продуктах.

### Прискорення відео
Unified Video Decoder (UVD3) присутній на кристалах всіх продуктів, підтримується AMD Catalyst і безкоштовним драйвером графічного пристрою з відкритим вихідним кодом.

### OpenCL (API)
OpenCL прискорює багато наукових пакетів програмного забезпечення від процесора до фактора 10 або 100 і більше. OpenCL від 1.0 до 1.2 підтримуються для всіх мікросхем з Terascale 2 і 3.

## Продукти
Серія 6800 була першою партією серії Radeon 6000. Під кодовою назвою «Northern Island», ця серія була випущена 22 жовтня 2010 року після невеликих затримок. Протягом наступних місяців, серію заповнили карти бюджетного, середнього та високого класу. 

### Radeon HD 6400
AMD випустила графічний процесор початкового рівня Radeon HD 6400, 7 лютого 2011 року. Під кодовою назвою Caicos він вийшов на ринок одночасно з графічними процесорами Turks; Radeon HD 6500/6600. Єдиний продукт Caicos, Radeon HD 6450, мав на меті замінити HD 5450. У порівнянні з 5450 він має вдвічі більше потокових процесорів, підтримує GDDR5, а також нові технології Northern Island.

### Radeon HD 6500/6600
Ці графічні процесори початкового рівня під кодовою назвою Turks були випущені 7 лютого 2011 року. Сімейство Turks включає Turks PRO і Turks XT, які продаються як HD 6570 і HD 6670 відповідно. Спочатку вони були випущені лише для OEM-виробників, але пізніше були випущені в роздрібну торгівлю.
Radeon HD 6570 і 6670 є незначною модернізацією своїх побратимів Evergreen, HD 5570 і 5670. Графічні процесори Turks містять понад 80 потокових процесорів і ще 4 блоки текстур. Вони також були оновлені для підтримки нових технологій, які є в графічних процесорах Північних островів, таких як HDMI 1.4a, UVD3 і стереоскопічний 3D.

### Radeon HD 6700
У роздрібній торгівлі є один продукт, Radeon HD 6790. Під кодовою назвою Barts LE, Radeon HD 6790 був випущений 5 квітня 2011 року. Barts використовує шейдери тієї ж архітектури VLIW, що й серія HD 5000.
- HD 6790 має 800 потокових процесорів на 840 МГц, 256-бітний інтерфейс пам'яті та 1 ГБ GDDR5 DRAM на 1 ГГц з максимальною споживчою потужністю 150 Вт. Продуктивність перевершує NVIDIA GTX 550 Ti й Radeon HD 5770, менш потужна, ніж Radeon HD 6850, і близька до GTX 460 768 МБ і Radeon HD 5830.

AMD підтвердила, що карти HD 6700 використовують ядра Juniper XT і Juniper Pro з серії HD 5700, і тому вони формально не є графічними процесорами Northern Island. Таким чином, 6770 і 6750, по суті, є 5770 і 5750 відповідно, з ярликом, що є основною відмінністю. У серії 5700 є кілька покращень, зокрема:
- У картах серії HD 6000, Unified Video Decoder був оновлений до версії 3.0, яка підтримувала 3D-кодеки Blu-ray, апаратне декодування для DivX/XviD та ще інші удосконалення. HD 6750 і HD 6770 додають можливість декодування MVC завдяки UVD 3.0, але не решту функцій UVD 3.0.[4]
- За словами AMD, ці карти були оновлені для підтримки HDMI 1.4a, але без функцій 3D, запропонованих UVD 3.0.

### Radeon HD 6800
Серія Radeon HD 6800 під кодовою назвою Barts була випущена 23 жовтня 2010 року. Продукти включають Radeon HD 6850 і Radeon HD 6870. Barts використовує шейдери тієї ж архітектури VLIW 5, що і серія HD 5000.
- HD 6850 має 960 потокових процесорів на 775 МГц, 256-бітний інтерфейс пам’яті та 1 ГБ GDDR5 DRAM на 1 ГГц, з максимальною споживчою потужністю 127 Вт. Порівнявши з конкурентами, продуктивність відповідає 1 ГБ карт Nvidia GeForce GTX 460[en]. У порівнянні з попередником Radeon 5800, 6850 значно швидше, ніж Radeon HD 5830, і близький до продуктивності Radeon Radeon HD 5850. Вимоги до одного 6-контактного роз’єму живлення PCIe роблять його придатним для більшості блоків живлення.
- HD 6870 має 1120 потокових процесорів на 900 МГц (більшість графічних процесорів можуть працювати з частотою 980-1000 МГц), 256-бітний інтерфейс пам'яті та 1 ГБ GDDR5 DRAM на 1,05 ГГц (можна розігнати до 1,2 ГГц (максимум 4,8 ГГц)) з максимальною споживчою потужністю 151 Вт. Продуктивність перевершує GeForce GTX 460[en], порівнянна з GeForce GTX 560[en] і нижча, ніж у GeForce GTX 560 Ti. У порівнянні з попередніми відеокартами серії Radeon 5800, HD 6870 швидше за HD 5850 і близька до продуктивності Radeon HD 5870.[6]

### Radeon HD 6900
Це сімейство включає три різні високоякісні продукти, які базуються на TeraScale 3 (VLIW4).
Очікувалося, що серія Radeon HD 6900 під кодовою назвою Cayman буде випущена 12 листопада 2010 року. Проте дату випуску відклали, і Cayman був випущений 15 грудня 2010 року. Серія включає Radeon HD 6950 і Radeon HD 6970. Cayman базується на новій 4-функціональній архітектурі VLIW, яку AMD вибрала замість старої VLIW5, щоб зменшити складність у розробці потокових процесорів. Дослідження показали, що лише кілька програм повністю використовували додатковий блок у VLIW5. Зменшення потокових процесорів до VLIW4 дозволяє AMD заощадити на транзисторах для кожного окремого потокового процесора і додати більше в цілому, в майбутньому.
- В іграх продуктивність HD 6970 можна порівняти з NVIDIA GeForce GTX 570 і GeForce GTX 480. Radeon HD 6950 трохи повільніший, ніж 6970, проте трохи швидший, за GeForce GTX 560 Ti й Radeon HD 5870. Крім того, було виявлено, що HD 6950 майже ідентичний 6970 за дизайном ядра, хоча 6950 має менший рейтинг пам’яті GDDR5. Крім того, вони відрізнялися лише програмним забезпеченням, що легко вирішується перепрошивкою BIOS. Таким чином, BIOS по суті оновить 6950 до 6970. Пізніше AMD та її партнери вирішили цю проблему шляхом лазерного вирізання додаткових ядер (а не просто відключення їх у BIOS) та/або використання нереферентних карт, які не працювали б із BIOS 6970. Деякі 6950 все ще можна «розблокувати», але це набагато складніше, що вимагає ретельного вибору карти та спеціального BIOS.
- Під кодовою назвою Antilles, двох-чипова (два 6970) ентузіастська Radeon HD 6990 була випущена 9 березня 2011 року. Він має базову тактову частоту 830 МГц, 3072 потокових процесори, обчислювальну продуктивність 5,1 TFLOPS, 192 блоки текстур, 4 ГБ кадрового буфера (DRAM) GDDR5 і максимальну потужність плати 375 Вт.[8]
- AMD Radeon HD 6990 (як і деякі інші карти AMD серії 6000) поставляється з подвійним перемикачем BIOS. Це уможливлює те, що деякі стверджують, що є прихований «AMD Uber mode», проте він найчастіше використовується як резервна копія під час перепрограмування BIOS. (Той самий метод, який використовується для перепрошивки HD 6950, щоб відображатися як HD 6970)[9]

AMD PowerTune був представлений з серією Radeon HD 6900.

## Модельний ряд[10]

### Настільні моделі
- Всі моделі виготовляються по нормам 40 нм техпроцеса
- Все моделі підтримують DirectX 11, OpenGL 4.4 и OpenCL 1.2
- У всіх моделів інтерфейс вводу-виводу — PCIe 2.1 x16
- У всіх моделів заявлена підтримка HD3D, UVD3, HDMI 1.4a, DP 1.2
- 1 Уніфікованих шейдерних процесорів: Текстурних блоків: Блоків растеризації
- 2 Ефективна швидкість передачі даних пам'яті GDDR5 є почетвереній щодо реальної, замість подвоєною як в іншої пам'яті DDR.

| Модель         | Дата виходу                                         | Кодове ім'я | Транзистори (млн шт.) | Площа ядра (мм2) | Обсяг відеопам'яті (МБ) | Частота    | Частота         | Конфігурація ядра                      | Пікова швидкість заповнення | Пікова швидкість заповнення | Пам'ять                    | Пам'ять    | Пам'ять           | GFLOPS  | Енерго- споживання (Вт) | Енерго- споживання (Вт) | Double-precision FP | Ціна в момент виходу (USD) |
| Модель         | Дата виходу                                         | Кодове ім'я | Транзистори (млн шт.) | Площа ядра (мм2) | Обсяг відеопам'яті (МБ) | ядра (МГц) | пам"ять (МГц)   | Конфігурація ядра                      | (ГП/с)                      | (ГТ/с)                      | Пропускна здатність (ГБ/с) | Тип        | Ширина шини (Біт) | GFLOPS  | Спокій                  | Максимум                | Double-precision FP | Ціна в момент виходу (USD) |
| -------------- | --------------------------------------------------- | ----------- | --------------------- | ---------------- | ----------------------- | ---------- | --------------- | -------------------------------------- | --------------------------- | --------------------------- | -------------------------- | ---------- | ----------------- | ------- | ----------------------- | ----------------------- | ------------------- | -------------------------- |
| Radeon HD 6350 | 7 квітня 2011                                       | Cedar       | 292                   | 59               | 512                     | 650        | 800             | 80:8:4                                 | 2.6                         | 5.2                         | 12.8 25.6-28.8             | DDR3       | 64                | 104     | 6.4                     | 19.1                    | Ні                  | $23                        |
| Radeon HD 6450 | 7 лютого 2011 (OEM) 7 квітня 2011 (вільний продаж)  | Caicos      | 370                   | 67               | 512 1024                | 625-750    | 533-800 800—900 | 160:8:4                                | 2.5-3                       | 5-6                         | 8.5-12.8 25.6-28.8         | DDR3 GDDR5 | 64                | 200-240 | 9                       | 18 27                   | Ні                  | $55 (GDDR5)                |
| Radeon HD 6570 | 7 лютого 2011 (OEM) 19 квітня 2011 (вільний продаж) | Turks PRO   | 716                   | 118              | 512 1024                | 650        | 900 1000        | 480:24:8                               | 5.2                         | 15.6                        | 28.8 64                    | DDR3 GDDR5 | 128               | 624     | 10 11                   | 44 60                   | Ні                  | $79 (GDDR5)                |
| Radeon HD 6670 | 7 лютого 2011 (OEM) 19 квітня 2011 (вільний продаж) | Turks XT    | 716                   | 118              | 512 1024                | 800        | 1000            | 480:24:8                               | 6.4                         | 19.2                        | 64                         | GDDR5      | 128               | 768     | 12                      | 66                      | Ні                  | $99                        |
| Radeon HD 6750 | 21 січня 2011 (OEM) 28 квітня 2011 (вільний продаж) | Juniper PRO | 1040                  | 166              | 512 1024                | 700        | 1150            | 720:36:16                              | 11.2                        | 25.2                        | 73.6                       | GDDR5      | 128               | 1008    | 16                      | 86                      | Ні                  |                            |
| Radeon HD 6770 | 21 січня 2011 (OEM) 28 квітня 2011 (вільний продаж) | Juniper XT  | 1040                  | 166              | 512 1024                | 850        | 1200            | 800:40:16                              | 13.6                        | 34                          | 76.8                       | GDDR5      | 128               | 1360    | 18                      | 108                     | Ні                  |                            |
| Radeon HD 6790 | 22 квітня 2011                                      | Barts LE    | 1700                  | 255              | 1024                    | 840        | 1050            | 800:40:16                              | 13.4                        | 33.6                        | 134.4                      | GDDR5      | 256               | 1344    | 15                      | 150                     | Ні                  | $149                       |
| Radeon HD 6850 | 22 жовтня 2010                                      | Barts Pro   | 1700                  | 255              | 1024                    | 775        | 1000            | 960:48:32                              | 24.8                        | 37.2                        | 128                        | GDDR5      | 256               | 1488    | 15                      | 127                     | Ні                  | $179                       |
| Radeon HD 6870 | 22 жовтня 2010                                      | Barts XT    | 1700                  | 255              | 1024                    | 900        | 1050            | 1120:56:32                             | 28.8                        | 50.4                        | 134.4                      | GDDR5      | 256               | 2016    | 19                      | 151                     | Ні                  | $239                       |
| Radeon HD 6930 | грудень 2011                                        | Cayman CE   | 2640                  | 389              | 1024 2048               | 750        | 1200            | 1280:80:32                             | 24                          | 66                          | 153.6                      | GDDR5      | 256               | 1920    | 20                      | 200                     | 480                 | $175 $195                  |
| Radeon HD 6950 | 15 грудня 2010                                      | Cayman Pro  | 2640                  | 389              | 1024 2048               | 800        | 1250            | 1408(352x4):88:32                      | 25.6                        | 70.4                        | 160                        | GDDR5      | 256               | 2252.8  | 20                      | 200                     | 563.2               | $299                       |
| Radeon HD 6970 | 15 грудня 2010                                      | Cayman XT   | 2640                  | 389              | 2048                    | 880        | 1375            | 1536(384x4):96:32                      | 28.16                       | 84.48                       | 176                        | GDDR5      | 256               | 2703.36 | 20                      | 250                     | 675.84              | $369                       |
| Radeon HD 6990 | 08 березня 2011                                     | Antilles    | 2 x 2640              | 2 x 389          | 4096                    | 830/880    | 1250            | 3072 (2x1536) : 192 (2x96) : 64 (2x32) | 26.5                        | 79.6                        | 160                        | GDDR5      | 2x256             | 5099    | 37                      | 375/450                 | 1270                | $699                       |

### APU
- Всі моделі базуються на VLIW5 ISA
- Всі моделі підтримують DirectX 11.0, OpenGL 4.5 (beta), OpenCL 1.2
- У всіх моделей відсутня double-precision FP
- Для всіх характерна UNB/MC шина інтерфейсу

#### Настільні варіанти
| Модель          | Дата виходу      | Кодове ім'я | Частота ядра (МГц) | Конфігурація ядра | Пікова швидкість заповнення | Пікова швидкість заповнення | Пам'ять                    | Пам'ять   | Пам'ять           | GFLOPS  | Максимальне енерго- споживання (Вт) | Інтегрований відеочіп у APU |
| Модель          | Дата виходу      | Кодове ім'я | Частота ядра (МГц) | Конфігурація ядра | (ГП/с)                      | (ГТ/с)                      | Пропускна здатність (ГБ/с) | Тип       | Ширина шини (Біт) | GFLOPS  | Максимальне енерго- споживання (Вт) | Інтегрований відеочіп у APU |
| --------------- | ---------------- | ----------- | ------------------ | ----------------- | --------------------------- | --------------------------- | -------------------------- | --------- | ----------------- | ------- | ----------------------------------- | --------------------------- |
| Radeon HD 6370D | 7 листопада 2011 | WinterPark  | 443                | 160:8:4           | 1.77                        | 3.54                        | 25.6                       | DDR3-1600 | 128               | 142     | 65                                  | AMD E2                      |
| Radeon HD 6410D | 20 червня 2011   | WinterPark  | 443-600            | 160:8:4           | 1.77-2.4                    | 3.54-4.8                    | 25.6                       | DDR3-1600 | 128               | 142-198 | 65                                  | AMD A4                      |
| Radeon HD 6530D | 20 червня 2011   | BeaverCreek | 443                | 320:16:8          | 3.54                        | 7.08                        | 29.9                       | DDR3-1866 | 128               | 284     | 65-100                              | AMD A6                      |
| Radeon HD 6550D | 20 червня 2011   | BeaverCreek | 600                | 400:20:8          | 4.8                         | 12                          | 29.9                       | DDR3-1866 | 128               | 480     | 65-100                              | AMD A8                      |

#### Мобільні інтегровані варіанти
| Модель          | Дата виходу    | Кодове ім'я | Частота ядра (МГц) | Конфігурація ядра | Пікова швидкість заповнення | Пікова швидкість заповнення | Пам'ять                    | Пам'ять   | Пам'ять           | GFLOPS | Максимальне енерго- споживання (Вт) | Інтегрований відеочіп у APU  |
| Модель          | Дата виходу    | Кодове ім'я | Частота ядра (МГц) | Конфігурація ядра | (ГП/с)                      | (ГТ/с)                      | Пропускна здатність (ГБ/с) | Тип       | Ширина шини (Біт) | GFLOPS | Максимальне енерго- споживання (Вт) | Інтегрований відеочіп у APU  |
| --------------- | -------------- | ----------- | ------------------ | ----------------- | --------------------------- | --------------------------- | -------------------------- | --------- | ----------------- | ------ | ----------------------------------- | ---------------------------- |
| Radeon HD 6380G | 11 червня 2011 | WinterPark  | 400                | 160:8:4           | 1.6                         | 3.2                         | 17.06                      | DDR3-1333 | 128               | 128    | 35                                  | AMD E2-3000M                 |
| Radeon HD 6480G | 11 червня 2011 | BeaverCreek | 444                | 240:12:4          | 1.77                        | 3.55                        | 17.06                      | DDR3-1333 | 128               | 213.1  | 35-45                               | AMD A4-3300M, 3310MX         |
| Radeon HD 6520G | 11 червня 2011 | BeaverCreek | 400                | 320:16:8          | 3.2                         | 6.4                         | 17.06                      | DDR3-1333 | 128               | 256    | 35-45                               | AMD A6-3400M, 3410MX         |
| Radeon HD 6620G | 11 червня 2011 | BeaverCreek | 444                | 400:20:8          | 3.55                        | 8.88                        | 25.6                       | DDR3-1600 | 128               | 355.2  | 35-45                               | AMD A8-3500M, 3510MX, 3530MX |

#### Ультра мобільні інтегровані варіанти
| Модель         | Дата виходу      | Кодове ім'я | Частота ядра (МГц) | Конфігурація ядра | Пікова швидкість заповнення | Пікова швидкість заповнення | Пам'ять                    | Пам'ять   | Пам'ять           | GFLOPS  | Максимальне енерго- споживання (Вт) | Інтегрований відеочіп у APU |
| Модель         | Дата виходу      | Кодове ім'я | Частота ядра (МГц) | Конфігурація ядра | (ГП/с)                      | (ГТ/с)                      | Пропускна здатність (ГБ/с) | Тип       | Ширина шини (Біт) | GFLOPS  | Максимальне енерго- споживання (Вт) | Інтегрований відеочіп у APU |
| -------------- | ---------------- | ----------- | ------------------ | ----------------- | --------------------------- | --------------------------- | -------------------------- | --------- | ----------------- | ------- | ----------------------------------- | --------------------------- |
| Radeon HD 6250 | 9 листопада 2010 | Wrestler    | 280–400            | 80:8:4:2          | 1.12–1.6                    | 2.24–3.2                    | 8.525                      | DDR3-1066 | 64                | 44.8–64 | 9                                   | AMD C-30, C-50, Z-60        |
| Radeon HD 6290 | 7 січня 2011     | Ontario     | 276–400            | 80:8:4:2          | 1.12–1.6                    | 2.24–3.2                    | 8.525                      | DDR3-1066 | 64                | 44.8–64 | 9                                   | AMD C-60                    |
| Radeon HD 6310 | 9 листопада 2010 | Wrestler    | 492                | 80:8:4:2          | 2.0                         | 4.0                         | 8.525                      | DDR3-1066 | 64                | 80      | 18                                  | AMD E-240, E-300, E-350     |
| Radeon HD 6320 | 15 серпня 2011   | Wrestler    | 508–600            | 80:8:4:2          | 2.032–2.4                   | 4.064–4.8                   | 10.6                       | DDR3-1333 | 64                | 82–97   | 18                                  | AMD E-450                   |

### Мобільні виокремлені відеочіпи
| Модель          | Дата виходу   | Кодове ім'я   | Обсяг відеопам'яті (МБ) | Частота    | Частота       | Конфігурація ядра | Пікова швидкість заповнення | Пікова швидкість заповнення | Пам'ять                    | Пам'ять                   | GFLOPS  | енерго- споживання (Вт) |
| Модель          | Дата виходу   | Кодове ім'я   | Обсяг відеопам'яті (МБ) | ядра (МГц) | пам"ять (МГц) | Конфігурація ядра | (ГП/с)                      | (ГТ/с)                      | Пропускна здатність (ГБ/с) | Тип                       | GFLOPS  | енерго- споживання (Вт) |
| --------------- | ------------- | ------------- | ----------------------- | ---------- | ------------- | ----------------- | --------------------------- | --------------------------- | -------------------------- | ------------------------- | ------- | ----------------------- |
| Radeon HD 6330M | листопад 2010 | Robson LP     | 1024                    | 500        | 800           | 80:8:4            | 2.0                         | 4.0                         | 12.8                       | DDR3 64-біт               | 80      | 7                       |
| Radeon HD 6350M | листопад 2010 | Robson Pro    | 1024                    | 500        | 800 900       | 80:8:4            | 2.0                         | 4.0                         | 12.8 14.4                  | DDR3 64-біт               | 80      | 7                       |
| Radeon HD 6370M | листопад 2010 | Robson XT     | 1024                    | 750        | 900           | 80:8:4            | 3.0                         | 6.0                         | 14.4                       | DDR3 64-біт               | 120     | 11                      |
| Radeon HD 6430M | січень 2011   | Seymour Pro   | 1024                    | 480        | 800           | 160:8:4           | 1.92                        | 3.84                        | 12.8                       | DDR3 64-біт               | 153.6   | невідомо                |
| Radeon HD 6450M | січень 2011   | Seymour LP    | 1024                    | 600        | 800           | 160:8:4           | 2.4                         | 4.8                         | 12.8                       | DDR3 64-біт               | 192     | невідомо                |
| Radeon HD 6470M | січень 2011   | Seymour XT    | 1024                    | 700 750    | 800           | 160:8:4           | 2.8 3.0                     | 5.6 6.0                     | 12.8                       | DDR3 64-біт               | 224 240 | невідомо                |
| Radeon HD 6490M | січень 2011   | Seymour XT    | 512                     | 800        | 800           | 160:8:4           | 3.2                         | 6.4                         | 25.6                       | GDDR5 64-біт              | 840     | невідомо                |
| Radeon HD 6530M | листопад 2010 | Capilano Pro  | 1024                    | 500        | 900           | 400:20:8          | 4.0                         | 10.0                        | 28.8                       | DDR3 128-біт              | 400     | 26                      |
| Radeon HD 6550M | листопад 2010 | Capilano Pro  | 1024                    | 600        | 900           | 400:20:8          | 4.8                         | 12.0                        | 28.8                       | DDR3 128-біт              | 480     | 26                      |
| Radeon HD 6570M | листопад 2010 | Capilano XT   | 1024                    | 650        | 900           | 400:20:8          | 5.2                         | 13.0                        | 28.8 57.6                  | DDR3 64-біт GDDR5 128-біт | 520     | 30                      |
| Radeon HD 6630M | січень 2011   | Whistler LP   | 256(mac) 1024           | 485        | 800           | 480:24:8          | 3.88                        | 11.64                       | 51.2 (mac) 25.6            | DDR3 GDDR5 128-біт (mac)  | 465.6   | невідомо                |
| Radeon HD 6650M | січень 2011   | Whistler Pro  | 1024                    | 600        | 900           | 480:24:8          | 4.8                         | 14.4                        | 28.8                       | DDR3 128-біт              | 576     | невідомо                |
| Radeon HD 6730M | січень 2011   | Whistler XT   | 1024                    | 725        | 800           | 480:24:8          | 5.8                         | 17.4                        | 25.6                       | DDR3 128-біт              | 696     | невідомо                |
| Radeon HD 6750M | січень 2011   | Whistler Pro  | 256 512 1024            | 600        | 800 900       | 480:24:8          | 4.8                         | 14.4                        | 51.2 57.6                  | GDDR5 128-біт             | 576     | невідомо                |
| Radeon HD 6770M | січень 2011   | Whistler XT   | 1024                    | 725        | 900           | 480:24:8          | 5.8                         | 17.4                        | 57.6                       | GDDR5 128-біт             | 696     | невідомо                |
| Radeon HD 6830M | січень 2011   | Granville Pro | 2048                    | 575        | 800           | 800:40:16         | 9.2                         | 23.0                        | 25.6                       | DDR3 128-біт              | 575     | 39                      |
| Radeon HD 6850M | січень 2011   | Granville XT  | 2048                    | 675        | 800           | 800:40:16         | 10.8                        | 27.0                        | 25.6                       | DDR3 128-біт              | 1080    | 50                      |
| Radeon HD 6850M | січень 2011   | Granville Pro | 1024                    | 575        | 800           | 800:40:16         | 9.2                         | 23.0                        | 57.6                       | GDDR5 128-біт             | 920     | 39                      |
| Radeon HD 6870M | січень 2011   | Granville XT  | 1024                    | 675        | 1000          | 800:40:16         | 10.8                        | 27                          | 64                         | GDDR5 128-біт             | 1080    | 50                      |
| Radeon HD 6950M | січень 2011   | Blackcomb Pro | 2048                    | 580        | 900           | 960:48:32         | 18.56                       | 27.84                       | 115.2                      | GDDR5 256-біт             | 1113.6  | 50                      |
| Radeon HD 6970M | січень 2011   | Blackcomb XT  | 2048                    | 680        | 900           | 960:48:32         | 21.76                       | 32.64                       | 115.2                      | GDDR5 256-біт             | 1305.6  | 75                      |
| Radeon HD 6990M | липень 2011   | Blackcomb XTX | 2048                    | 715        | 900           | 1120:56:32        | 22.88                       | 40.04                       | 115.2                      | GDDR5 256-біт             | 1601.6  | 75                      |

## Особливості розвитку Radeon
| Назва серії відеокарт             | Wonder            | Mach              | 3D Rage           | Rage Pro          | Rage 128          | R100              | R200                                    | R300                                    | R400                                    | R500                                    | R600                             | RV670                            | R700                             | Evergreen                          | Northern Islands                   | Southern Islands                 | Sea Islands                                                     | Volcanic Islands                                                | Arctic Islands/Polaris                                          | Vega                                                            | Navi                                  | Navi 2X                               |         |
| --------------------------------- | ----------------- | ----------------- | ----------------- | ----------------- | ----------------- | ----------------- | --------------------------------------- | --------------------------------------- | --------------------------------------- | --------------------------------------- | -------------------------------- | -------------------------------- | -------------------------------- | ---------------------------------- | ---------------------------------- | -------------------------------- | --------------------------------------------------------------- | --------------------------------------------------------------- | --------------------------------------------------------------- | --------------------------------------------------------------- | ------------------------------------- | ------------------------------------- | ------- |
| Дата виходу                       | 1986              | 1991              | 1996              | 1997              | 1998              | квітень 2000      | серпень 2001                            | вересень 2002                           | травень 2004                            | жовтень 2005                            | травень 2007                     | листопад 2007                    | липень 2008                      | вересень 2009                      | жовтень 2010                       | січень 2012                      | вересень 2013                                                   | червень 2015                                                    | червень 2016                                                    | червень 2017                                                    | липень 2019                           | листопад 2020                         |         |
| Маркетингова назва                | Wonder            | Mach              | 3D Rage           | Rage Pro          | Rage              | Radeon 7000       | Radeon 8000                             | Radeon 9000                             | Radeon X700/X800                        | Radeon X1000                            | Radeon HD 1000/2000              | Radeon HD 3000                   | Radeon HD 4000                   | Radeon HD 5000                     | Radeon HD 6000                     | Radeon HD 7000                   | Radeon Rx 200                                                   | Radeon Rx 300                                                   | Radeon RX 400/500                                               | Radeon RX Vega/Radeon VII (7 нм)                                | Radeon RX 5000                        | Radeon RX 6000                        |         |
| Підтримується AMD                 | Ended             | Ended             | Ended             | Ended             | Ended             | Ended             | Ended                                   | Ended                                   | Ended                                   | Ended                                   | Ended                            | Ended                            | Ended                            | Ended                              | Ended                              | Ended                            | Ended                                                           | Ended                                                           | Current                                                         | Current                                                         | Current                               | Current                               | Current |
| Вид графіки                       | 2D                | 2D                | 3D                | 3D                | 3D                | 3D                | 3D                                      | 3D                                      | 3D                                      | 3D                                      | 3D                               | 3D                               | 3D                               | 3D                                 | 3D                                 | 3D                               | 3D                                                              | 3D                                                              | 3D                                                              | 3D                                                              | 3D                                    | 3D                                    |         |
| Архітектура                       | Не розголошується | Не розголошується | Не розголошується | Не розголошується | Не розголошується | Не розголошується | Не розголошується                       | Не розголошується                       | Не розголошується                       | Не розголошується                       | TeraScale система команд         | TeraScale система команд         | TeraScale система команд         | TeraScale система команд           | TeraScale система команд           | GCN система команд               | GCN система команд                                              | GCN система команд                                              | GCN система команд                                              | GCN система команд                                              | RDNA система команд                   | RDNA система команд                   |         |
| Мікроархітектура                  | Не розголошується | Не розголошується | Не розголошується | Не розголошується | Не розголошується | Не розголошується | Не розголошується                       | Не розголошується                       | Не розголошується                       | Не розголошується                       | TeraScale 1                      | TeraScale 1                      | TeraScale 1                      | TeraScale 2 (VLIW5)                | TeraScale 3 (VLIW4)                | GCN 1st gen                      | GCN 2nd gen                                                     | GCN 3rd gen                                                     | GCN 4th gen                                                     | GCN 5th gen                                                     | RDNA                                  | RDNA 2                                |         |
| Тип                               | Fixed pipeline    | Fixed pipeline    | Fixed pipeline    | Fixed pipeline    | Fixed pipeline    | Fixed pipeline    | Програмовані конвеєри пікселів і вершин | Програмовані конвеєри пікселів і вершин | Програмовані конвеєри пікселів і вершин | Програмовані конвеєри пікселів і вершин | Уніфікована шейдерна архітектура | Уніфікована шейдерна архітектура | Уніфікована шейдерна архітектура | Уніфікована шейдерна архітектура   | Уніфікована шейдерна архітектура   | Уніфікована шейдерна архітектура | Уніфікована шейдерна архітектура                                | Уніфікована шейдерна архітектура                                | Уніфікована шейдерна архітектура                                | Уніфікована шейдерна архітектура                                | Уніфікована шейдерна архітектура      | Уніфікована шейдерна архітектура      |         |
| Direct3D                          | Н/Д               | Н/Д               | 5.0               | 6.0               | 6.0               | 7.0               | 8.1                                     | 9.0 11 (9_2)                            | 9.0b 11 (9_2)                           | 9.0c 11 (9_3)                           | 10.0 11 (10_0)                   | 10.1 11 (10_1)                   | 10.1 11 (10_1)                   | 11 (11_0)                          | 11 (11_0)                          | 11 (11_1) 12 (11_1)              | 11 (12_0) 12 (12_0)                                             | 11 (12_0) 12 (12_0)                                             | 11 (12_0) 12 (12_0)                                             | 11 (12_1) 12 (12_1)                                             | 11 (12_1) 12 (12_1)                   | 11 (12_1) 12 (12_2)                   |         |
| Shader model                      | Н/Д               | Н/Д               | Н/Д               | Н/Д               | Н/Д               | Н/Д               | 1.4                                     | 2.0+                                    | 2.0b                                    | 3.0                                     | 4.0                              | 4.1                              | 4.1                              | 5.0                                | 5.0                                | 5.1                              | 5.1 6.3                                                         | 5.1 6.3                                                         | 5.1 6.3                                                         | 6.4                                                             | 6.4                                   | 6.5                                   |         |
| OpenGL                            | Н/Д               | Н/Д               | Н/Д               | 1.1               | 1.2               | 1.3               | 1.3                                     | 2.1                                     | 2.1                                     | 2.1                                     | 3.3                              | 3.3                              | 3.3                              | 4.5 (на Linux: 4.5 (Mesa 3D 21.0)) | 4.5 (на Linux: 4.5 (Mesa 3D 21.0)) | 4.6 (на Linux: 4.6 (Mesa 20.0))  | 4.6 (на Linux: 4.6 (Mesa 20.0))                                 | 4.6 (на Linux: 4.6 (Mesa 20.0))                                 | 4.6 (на Linux: 4.6 (Mesa 20.0))                                 | 4.6 (на Linux: 4.6 (Mesa 20.0))                                 | 4.6 (на Linux: 4.6 (Mesa 20.0))       | 4.6 (на Linux: 4.6 (Mesa 20.0))       |         |
| Vulkan                            | Н/Д               | Н/Д               | Н/Д               | Н/Д               | Н/Д               | Н/Д               | Н/Д                                     | Н/Д                                     | Н/Д                                     | Н/Д                                     | Н/Д                              | Н/Д                              | Н/Д                              | Н/Д                                | Н/Д                                | 1.0 (Win 7+ або Mesa 17+)        | 1.2 (Adrenalin 20.1, Linux Mesa 20.0)                           | 1.2 (Adrenalin 20.1, Linux Mesa 20.0)                           | 1.2 (Adrenalin 20.1, Linux Mesa 20.0)                           | 1.2 (Adrenalin 20.1, Linux Mesa 20.0)                           | 1.2 (Adrenalin 20.1, Linux Mesa 20.0) | 1.2 (Adrenalin 20.1, Linux Mesa 20.0) |         |
| OpenCL                            | Н/Д               | Н/Д               | Н/Д               | Н/Д               | Н/Д               | Н/Д               | Н/Д                                     | Н/Д                                     | Н/Д                                     | Н/Д                                     | Close to Metal                   | Close to Metal                   | 1.1                              | 1.2                                | 1.2                                | 1.2                              | 2.0 (Adrenalin драйвер на Win7+) (1.2 на Linux, 2.1 з AMD ROCm) | 2.0 (Adrenalin драйвер на Win7+) (1.2 на Linux, 2.1 з AMD ROCm) | 2.0 (Adrenalin драйвер на Win7+) (1.2 на Linux, 2.1 з AMD ROCm) | 2.0 (Adrenalin драйвер на Win7+) (1.2 на Linux, 2.1 з AMD ROCm) | 2.0                                   | 2.1                                   |         |
| HSA / ROCm                        | Н/Д               | Н/Д               | Н/Д               | Н/Д               | Н/Д               | Н/Д               | Н/Д                                     | Н/Д                                     | Н/Д                                     | Н/Д                                     | Н/Д                              | Н/Д                              | Н/Д                              | Н/Д                                | Н/Д                                | Так                              | Так                                                             | Так                                                             | Так                                                             | Так                                                             | ?                                     | ?                                     |         |
| Декодування відео ASIC            | Н/Д               | Н/Д               | Н/Д               | Н/Д               | Н/Д               | Н/Д               | Н/Д                                     | Н/Д                                     | Н/Д                                     | Н/Д                                     | Avivo/UVD                        | UVD+                             | UVD 2                            | UVD 2.2                            | UVD 3                              | UVD 4                            | UVD 4.2                                                         | UVD 5.0 або 6.0                                                 | UVD 6.3                                                         | UVD 7                                                           | VCN 2.0                               | VCN 3.0                               |         |
| Кодування відео ASIC              | Н/Д               | Н/Д               | Н/Д               | Н/Д               | Н/Д               | Н/Д               | Н/Д                                     | Н/Д                                     | Н/Д                                     | Н/Д                                     | Н/Д                              | Н/Д                              | Н/Д                              | Н/Д                                | Н/Д                                | VCE 1.0                          | VCE 2.0                                                         | VCE 3.0 або 3.1                                                 | VCE 3.4                                                         | VCE 4.0                                                         | VCN 2.0                               | VCN 3.0                               |         |
| Fluid Motion ASIC                 | Ні                | Ні                | Ні                | Ні                | Ні                | Ні                | Ні                                      | Ні                                      | Ні                                      | Ні                                      | Ні                               | Ні                               | Ні                               | Ні                                 | Ні                                 | Ні                               | Так                                                             | Так                                                             | Так                                                             | Так                                                             | Ні                                    | Ні                                    |         |
| Power saving                      | ?                 | ?                 | ?                 | ?                 | ?                 | ?                 | ?                                       | ?                                       | ?                                       | ?                                       | PowerPlay                        | PowerPlay                        | PowerPlay                        | PowerPlay                          | PowerTune                          | PowerTune & ZeroCore Power       | PowerTune & ZeroCore Power                                      | PowerTune & ZeroCore Power                                      | PowerTune & ZeroCore Power                                      | PowerTune & ZeroCore Power                                      | ?                                     | ?                                     |         |
| TrueAudio                         | Н/Д               | Н/Д               | Н/Д               | Н/Д               | Н/Д               | Н/Д               | Н/Д                                     | Н/Д                                     | Н/Д                                     | Н/Д                                     | Н/Д                              | Н/Д                              | Н/Д                              | Н/Д                                | Н/Д                                | Н/Д                              | Через виділений ЦОС                                             | Через виділений ЦОС                                             | Через шейдери                                                   | Через шейдери                                                   | Через шейдери                         | ?                                     |         |
| FreeSync                          | Н/Д               | Н/Д               | Н/Д               | Н/Д               | Н/Д               | Н/Д               | Н/Д                                     | Н/Д                                     | Н/Д                                     | Н/Д                                     | Н/Д                              | Н/Д                              | Н/Д                              | Н/Д                                | Н/Д                                | Н/Д                              | 1 2                                                             | 1 2                                                             | 1 2                                                             | 1 2                                                             | 1 2                                   | 1 2                                   |         |
| HDCP                              | ?                 | ?                 | ?                 | ?                 | ?                 | ?                 | ?                                       | ?                                       | ?                                       | ?                                       | ?                                | ?                                | ?                                | ?                                  | ?                                  | ?                                | 1.4                                                             | 1.4                                                             | 1.4 2.2                                                         | 1.4 2.2                                                         | 1.4 2.2 2.3                           | ?                                     |         |
| PlayReady                         | Н/Д               | Н/Д               | Н/Д               | Н/Д               | Н/Д               | Н/Д               | Н/Д                                     | Н/Д                                     | Н/Д                                     | Н/Д                                     | Н/Д                              | Н/Д                              | Н/Д                              | Н/Д                                | Н/Д                                | Н/Д                              | Н/Д                                                             | Н/Д                                                             | 3.0                                                             | Ні                                                              | 3.0                                   | ?                                     |         |
| Підтримка екранів                 |                   |                   |                   |                   |                   | 1–2               | 2                                       | 2                                       | 2                                       | 2                                       | 2                                | 2                                | 2                                | 2–6                                | 2–6                                | 2–6                              | 2–6                                                             | 2–6                                                             | 2–6                                                             | 2–6                                                             | ?                                     | ?                                     |         |
| Макс. роздільна здатність дисплея | ?                 | ?                 | ?                 | ?                 | ?                 | ?                 | ?                                       | ?                                       | ?                                       | ?                                       | ?                                | ?                                | ?                                | 2–6 × 2560×1600                    | 2–6 × 2560×1600                    | 2–6 × 4096×2160 @ 60 Гц          | 2–6 × 4096×2160 @ 60 Гц                                         | 2–6 × 4096×2160 @ 60 Гц                                         | 2–6 × 5120×2880 @ 60 Гц                                         | 3 × 7680×4320 @ 60 Гц                                           | 7680×4320 @ 60 Гц PowerColor          | 7680×4320 @ 60 Гц PowerColor          |         |
| /drm/radeon                       |                   |                   |                   |                   |                   | Так               | Так                                     | Так                                     | Так                                     | Так                                     | Так                              | Так                              | Так                              | Так                                | Так                                | Так                              | Так                                                             | Н/Д                                                             | Н/Д                                                             | Н/Д                                                             | Н/Д                                   | Н/Д                                   |         |
| /drm/amdgpu h                     | Н/Д               | Н/Д               | Н/Д               | Н/Д               | Н/Д               | Н/Д               | Н/Д                                     | Н/Д                                     | Н/Д                                     | Н/Д                                     | Н/Д                              | Н/Д                              | Н/Д                              | Н/Д                                | Н/Д                                | Н/Д                              | Н/Д                                                             | Так                                                             | Так                                                             | Так                                                             | Так                                   | Так                                   | Так     |

1. ↑  The Radeon 100 Series has programmable pixel shaders, but do not fully comply with DirectX 8 or Pixel Shader 1.0. See article on R100's pixel shaders.
2. ↑  R300, R400 and R500 based cards do not fully comply with OpenGL 2+ as the hardware does not support all types of non-power of two (NPOT) textures.
3. ↑  OpenGL 4+ compliance requires supporting FP64 shaders and these are emulated on some TeraScale chips using 32-bit hardware.
4. 1 2 3  The UVD and VCE were replaced by the Video Core Next (VCN) ASIC in the Raven Ridge APU implementation of Vega.
5. ↑  Video processing ASIC for video frame rate interpolation technique. In Windows it works as a DirectShow filter in your player. In Linux, there is no support on the part of drivers and / or community.
6. 1 2  To play protected video content, it also requires card, operating system, driver, and application support. A compatible HDCP display is also needed for this. HDCP is mandatory for the output of certain audio formats, placing additional constraints on the multimedia setup.
7. ↑  More displays may be supported with native DisplayPort connections, or splitting the maximum resolution between multiple monitors with active converters.
8. ↑  DRM (Direct Rendering Manager) is a component of the Linux kernel. Support in this table refers to the most current version.